# Маннагеттея
Маннагеттея (лат. Mannagettaea) — род травянистых растений семейства Заразиховые (Orobanchaceae), распространённый в Сибири и Китае.
Род назван в честь австрийского ботаника Гюнтера фон Маннагетта унд Лерхенау Бека.

## Ботаническое описание
Небольшие паразитические многолетние травянистые. Стебли толстые, сильно укороченные, обычно скрытые под землёй, усажены немногочисленными чешуями.
Соцветия щитковидные или почти головчатые, густые. Цветки сидячие или на очень коротких цветоножках. Чашечка трубчатая, сростнолистная, 4—5-зубчатая. Венчик жёлтый или лиловый, прямой, трубчатый, двугубый; трубка длиннее губы; верхняя губа цельная или выемчатая, шлемовидная, крупнее нижней; нижняя губа трёхлопастная, лопасти почти одинаковые, ланцетно-линейные. Тычинок 4, прикреплены к трубке венчика; пыльники двугнёздные, половинки (теки) на верхушке с остриём. Плодолистиков 2; завязь одногнёздная; столбик удлинённый; рыльце полушаровидное или головчатое. Коробочка двустворчатая, продолговатая или яйцевидно-шаровидная. Семена мелкие, многочисленные.

## Виды
Род включает 2 вида:
- Mannagettaea hummelii Harry Sm. — Маннагеттея Гуммеля
- Mannagettaea labiata Harry Sm. typus[1]